# Crossout
Crossout is een gratis te spelen gevechtsvoertuigspel dat ontwikkeld is door Targem Games en uitgegeven door Gaijin Entertainment voor Android, Windows, PlayStation 4 en Xbox One. Het spel is oorspronkelijk gelanceerd op 30 mei 2017, maar het spel was echter al vanaf 5 april 2016 te spelen als gesloten bèta.

## Gameplay
De gameplay is gericht op het maken en daaropvolgend upgraden van de speler zijn voertuig door middel van het verdienen van zogenaamde onderdelen in de verschillende gamemodi. Spelers kunnen ook onderdelen kopen en verkopen op de in-game markt om geld te verdienen en onderdelen te verzamelen, evenals het maken van nieuwe items. De game stelt spelers in staat om hun eigen voertuigen te bouwen die kunnen worden gebruikt in PvP-opdrachten met echte spelers en PvE-missies waarbij AI-deelnemers betrokken zijn.